# Phomopsis andina
Phomopsis andina är en svampart som beskrevs av Petr. 1950. Phomopsis andina ingår i släktet Phomopsis och familjen Diaporthaceae.   Inga underarter finns listade i Catalogue of Life.